# ポイント州立公園

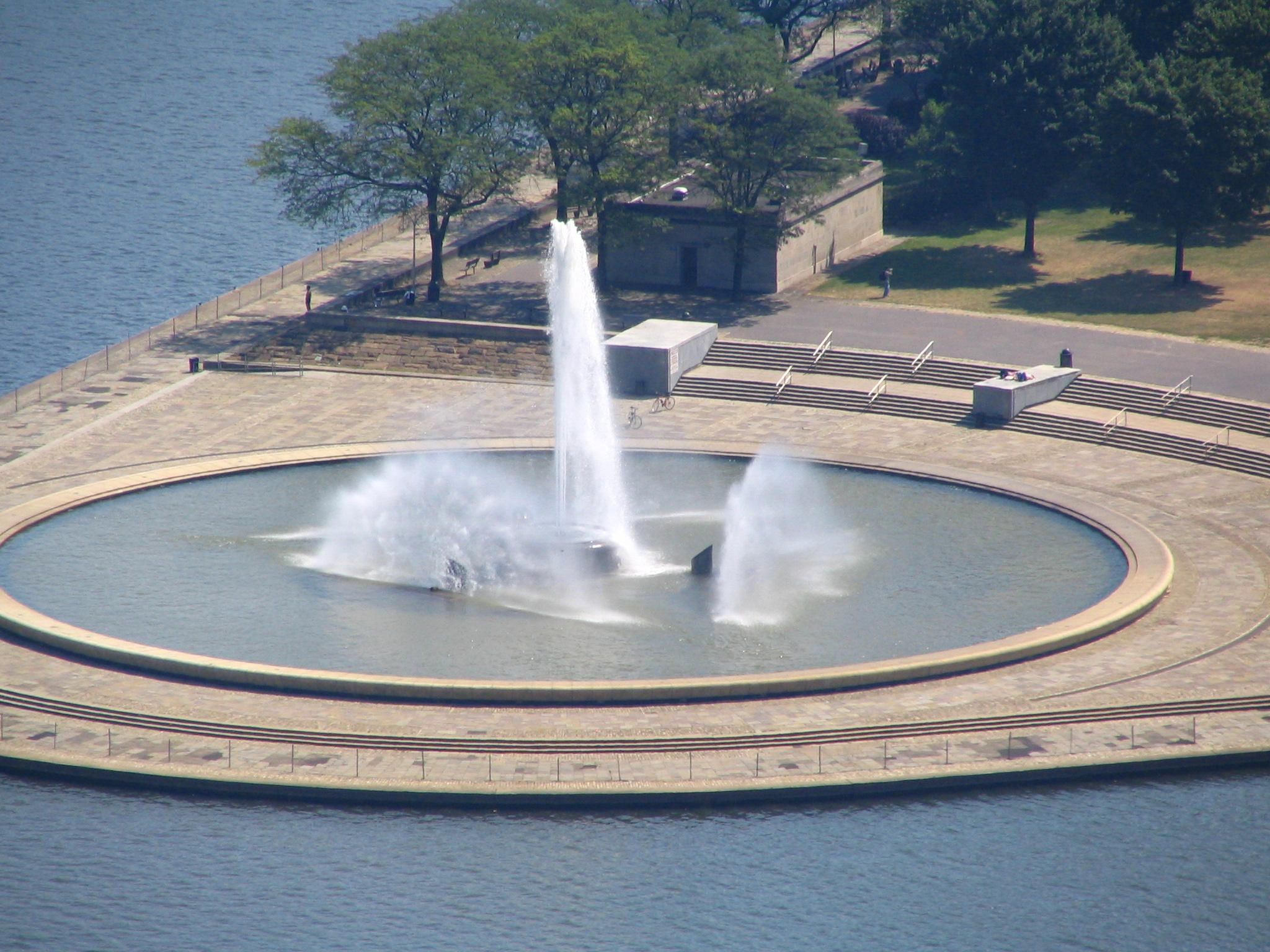
ポイント州立公園にある噴水で、オハイオ川（写真の左側で見えない）の始点にあり、上はアレゲニー川で下はモノンガヒラ川。

ポイント州立公園（ポイントしゅうりつこうえん、英語: Point State Park）は、アメリカ合衆国ペンシルベニア州ピッツバーグにある州立公園である。

## 概要
ポイント州立公園（地元では「ザ・ポイント」として知られている）は、アメリカ合衆国ペンシルベニア州アレゲニー郡ピッツバーグのダウンタウンにある150,000平方メートルのペンシルベニア州立公園で、アレゲニー川とモノンガヒラ川の合流点にあり、そこからオハイオ川が始まる。
1950年代に土地収用によって工業企業から取得した土地にこの公園が建てられて、公園を代表する噴水の建設が完了した1974年8月に、開園した[4]。フランク・ロイド・ライトによって設計されたポイントパーク・シビック・センター（Point Park Civic Center）の計画は採用にはならず、現在の設計に落ち着いた。
公園には、ピッツバーグで最も古い2つの建造物、ピット砦とデュケイン砦の輪郭と遺跡も含まれている。ピット砦のモノンガヒラ要塞内にあるピット砦博物館（Fort Pitt Museum）は、フレンチ・インディアン戦争（1754–63）を記念しており、間もなくピッツバーグになる地域が主要な戦場であった。オハイオ川流域を支配しようとするネイティブ・アメリカン、フランスの入植者、イギリスの入植者の間の戦略的闘争における役割の重要性のために、1960年に国立歴史建造物に指定された。

## 参照項目
- ピッツバーグの公園とレクリエーション
- アメリカ合衆国国家歴史登録財